# Сухокалигірська сільська рада
Сухокалигі́рська сільська́ ра́да — адміністративно-територіальна одиниця та орган місцевого самоврядування в Катеринопільському районі Черкаської області. Адміністративний центр — село Суха Калигірка.

## Загальні відомості
- Населення ради: 579 осіб (станом на 2001 рік)

## Населені пункти
Сільській раді підпорядковані населені пункти:
- с. Суха Калигірка

## Склад ради
Рада складається з 12 депутатів та голови.
- Голова ради: Бабушко Ніна Миколаївна
- Секретар ради: Чуєнко Любов Миколаївна

### Керівний склад попередніх скликань
| Прізвище, ім'я, по батькові | Основні відомості                                                               | Дата обрання | Дата звільнення |
| --------------------------- | ------------------------------------------------------------------------------- | ------------ | --------------- |
| Бабушко Ніна Миколаївна     | Сільський голова, 1971 року народження, освіта середня спеціальна, позапартійна | 26.03.2006   | 31.10.2010      |
| Бабушко Ніна Миколаївна     | Сільський голова, 1971 року народження, освіта середня спеціальна, позапартійна | 31.10.2010   |                 |

Примітка: таблиця складена за даними сайту Верховної Ради України

### Депутати
За результатами місцевих виборів 2010 року депутатами ради стали:

#### За суб'єктами висування
| Суб'єкт висування | Кількість обраних депутатів | %   |
| ----------------- | --------------------------- | --- |
| Самовисування     | 12                          | 100 |

#### За округами
| № округу | Прізвище, ім'я, по батькові      | Дата визнання обраним | Освіта             | Партійна приналежність | Відомості про обраного депутата                                            |
| -------- | -------------------------------- | --------------------- | ------------------ | ---------------------- | -------------------------------------------------------------------------- |
| 1        | Бабушко Вадим Миколайович        | 01.11.2010            | вища               | позапартійний          | фермер                                                                     |
| 2        | Чуєнко Любов Миколаївна          | 01.11.2010            | середня спеціальна | позапартійна           | Сухокалигір-ська сільська рада, секретар                                   |
| 3        | Карбівнича Алла Сергіївна        | 01.11.2010            | вища               | позапартійна           | Сухокалигір-ська школа, вчитель                                            |
| 4        | Яловенко Світлана Василівна      | 01.11.2010            | вища               | позапартійна           | Сухокалигір-ська школа, вчитель                                            |
| 5        | Борисенко Олександр Миколайович  | 01.11.2010            | середня            | член Партії регіонів   | тимчасово не працює                                                        |
| 6        | Латанський Віктор Дмитрович      | 01.11.2010            | середня спеціальна | позапартійний          | тимчасово не працює                                                        |
| 7        | Галоша Світлана Миколаївна       | 01.11.2010            | середня спеціальна | позапартійна           | Сухокалигір-ський фельдшерсько-акушерський пункт, молод-ша медич-на сестра |
| 8        | Колісниченко Наталія Анатоліївна | 01.11.2010            | середня спеціальна | позапартійна           | відділення зв'язку, началь-ник                                             |
| 9        | Геращенко Руслана Іванівна       | 01.11.2010            | середня спеціальна | позапартійна           | Сухокалигір-ська сільська рада, бух- галтер                                |
| 10       | Геращенко Володимир Анатолійович | 01.11.2010            | середня спеціальна | позапартійний          | СБК, дирек-тор                                                             |
| 11       | Сакієнко Віктор Миколайович      | 01.11.2010            | середня спеціальна | позапартійний          | тимчасово не працює                                                        |
| 12       | Буравльов Олександр Вікторович   | 01.11.2010            | середня спеціальна | позапартійний          | тимчасово не працює                                                        |